# Литманен, Олави
Олави Литманен (фин. Olavi Litmanen, родился 17 апреля 1945 в Саари) — финский футболист, игравший на позиции нападающего. Отец финского футболиста Яри Литманена, лучшего финского футболиста по версии УЕФА.

## Карьера
Литманен-старший выступал за команды «Рейпас Лахти» из финского города Лахти и за клуб ЛПС. В составе «Рейпаса» выигрывал Кубок Финляндии в 1964, 1972, 1973, 1974 и 1978 годах. В составе сборной Финляндии провёл 4 игры.
Его жена — Лииса Лахтинен, также футболистка, играла за женский клуб «Рейпас Лахти». Сын Яри начинал карьеру именно в «Рейпасе».